# Pandoraviridae
 (juillet 2025).
Famille
Taxons de rang inférieur
- Mollivirus
- Pandoravirus

Pandoraviridae est une famille de virus géants. La famille n'est pas encore intégrée par l'ICTV en 2024 (sa position phylogénétique est actuellement incluse parmi les Phycodnaviridae).

## Liste des genres
Cette famille regroupe les genres :
- Mollivirus
- Pandoravirus